# Interlands Spaans voetbalelftal 1940-1949
Deze pagina toont een chronologisch en gedetailleerd overzicht van de interlands die het Spaans voetbalelftal heeft gespeeld in de periode 1940 – 1949.

## Interlands

### 1940
Geen interlands gespeeld.

### 1941
|                                                                      |                                          |       |                                        | |
| 12 januari Vriendschappelijk № 58 «onderlinge duels» 15:00 uur (UTC) | Portugal                                 | 2 – 2 | Spanje                                 | Estádio José Manuel Soares, Lissabon Toeschouwers: 25.000 Scheidsrechter: Rinaldo Barlassina (ITA) |
| 12 januari Vriendschappelijk № 58 «onderlinge duels» 15:00 uur (UTC) | Carlos Pereira 59' Fernando Peyroteo 80' |       | 9' Guillermo Campanal 50' Josep Escolá | Estádio José Manuel Soares, Lissabon Toeschouwers: 25.000 Scheidsrechter: Rinaldo Barlassina (ITA) |

|                                                                      |                                                                            |       |                  |                                                                           |
| 16 maart Vriendschappelijk № 59 «onderlinge duels» 15:30 uur (UTC+1) | Spanje                                                                     | 5 – 1 | Portugal         | San Mamés, Bilbao Toeschouwers: 25.000 Scheidsrechter: Peco Bauwens (GER) |
| 16 maart Vriendschappelijk № 59 «onderlinge duels» 15:30 uur (UTC+1) | Herrerita 9' Guillermo Campanal 23' Paco Campos 25' Epi Fernández 75', 85' |       | 63' Arthur Pinga | San Mamés, Bilbao Toeschouwers: 25.000 Scheidsrechter: Peco Bauwens (GER) |

|                                                                         |                                        |       |                                        |                                                                                     |
| 28 december Vriendschappelijk № 60 «onderlinge duels» 15:30 uur (UTC+1) | Spanje                                 | 3 – 2 | Zwitserland                            | Estadio Mestalla, Valencia Toeschouwers: 21.000 Scheidsrechter: Carlos Canuto (POR) |
| 28 december Vriendschappelijk № 60 «onderlinge duels» 15:30 uur (UTC+1) | Paco Campos 5' Edmundo Suárez 63', 70' |       | 33' Ruedi Kappenberger 87' Robert Aeby | Estadio Mestalla, Valencia Toeschouwers: 21.000 Scheidsrechter: Carlos Canuto (POR) |

### 1942
|                                                                      |                                  |       |           |                                                                                          |
| 15 maart Vriendschappelijk № 61 «onderlinge duels» 16:30 uur (UTC+1) | Spanje                           | 4 – 0 | Frankrijk | Estadio de Nervión, Sevilla Toeschouwers: 15.000 Scheidsrechter: António Palhinhas (POR) |
| 15 maart Vriendschappelijk № 61 «onderlinge duels» 16:30 uur (UTC+1) | Campos 4', 68' Mundo 38' Epi 85' |       |           | Estadio de Nervión, Sevilla Toeschouwers: 15.000 Scheidsrechter: António Palhinhas (POR) |

|                                                                      |                 |       |                   |                                                                                       |
| 12 april Vriendschappelijk № 62 «onderlinge duels» 18:00 uur (UTC+2) | Duitsland       | 1 – 1 | Spanje            | Olympiastadion, Berlijn Toeschouwers: 80.000 Scheidsrechter: Rinaldo Barlassina (ITA) |
| 12 april Vriendschappelijk № 62 «onderlinge duels» 18:00 uur (UTC+2) | Karl Decker 58' |       | 76' (pen.) Campos | Olympiastadion, Berlijn Toeschouwers: 80.000 Scheidsrechter: Rinaldo Barlassina (ITA) |

|                                                                      |                                                                          |       |        |                                                                          |
| 19 april Vriendschappelijk № 63 «onderlinge duels» 15:30 uur (UTC+2) | Italië                                                                   | 4 – 0 | Spanje | San Siro, Milaan Toeschouwers: 55.000 Scheidsrechter: Peco Bauwens (GER) |
| 19 april Vriendschappelijk № 63 «onderlinge duels» 15:30 uur (UTC+2) | Valentino Mazzola 48' Pietro Ferraris 49' Silvio Piola 87' Ezio Loik 88' |       |        | San Siro, Milaan Toeschouwers: 55.000 Scheidsrechter: Peco Bauwens (GER) |

### 1943
Geen interlands gespeeld.

### 1944
Geen interlands gespeeld.

### 1945
|                                                                      |                            |       |                                       |                                                                                           |
| 11 maart Vriendschappelijk № 64 «onderlinge duels» 16:00 uur (UTC+1) | Spanje                     | 2 – 2 | Portugal                              | Estádio Nacional do Jamor, Oeiras Toeschouwers: 55.000 Scheidsrechter: Eugen Scherz (SUI) |
| 11 maart Vriendschappelijk № 64 «onderlinge duels» 16:00 uur (UTC+1) | Fernando Peyroteo 70', 75' |       | 20' César Rodríguez 58' Epi Fernández | Estádio Nacional do Jamor, Oeiras Toeschouwers: 55.000 Scheidsrechter: Eugen Scherz (SUI) |

|                                                                   |                                                               |       |                            |                                                                                               |
| 6 mei Vriendschappelijk № 65 «onderlinge duels» 17:00 uur (UTC+2) | Spanje                                                        | 4 – 2 | Portugal                   | Estadio Municipal de Riazor, A Coruña Toeschouwers: 43.000 Scheidsrechter: Eugen Scherz (SUI) |
| 6 mei Vriendschappelijk № 65 «onderlinge duels» 17:00 uur (UTC+2) | Telmo Zarra 38', 41' Herrerita 70' César Rodríguez 76' (pen.) |       | 10', 87' Fernando Peyroteo | Estadio Municipal de Riazor, A Coruña Toeschouwers: 43.000 Scheidsrechter: Eugen Scherz (SUI) |

### 1946
|                                                                     |        |                 |         |                                                                                            |
| 23 juni Vriendschappelijk № 66 «onderlinge duels» 18:30 uur (UTC+2) | Spanje | 0 – 1           | Ierland | Estadio Metropolitano, Madrid Toeschouwers: 45.000 Scheidsrechter: Paul von Wartburg (SUI) |
| 23 juni Vriendschappelijk № 66 «onderlinge duels» 18:30 uur (UTC+2) |        | 37' Paddy Sloan |         | Estadio Metropolitano, Madrid Toeschouwers: 45.000 Scheidsrechter: Paul von Wartburg (SUI) |

### 1947
|                                                                      |                                                 |       |                   |                                                                                            |
| 26 januari Vriendschappelijk № 67 «onderlinge duels» 15:00 uur (UTC) | Portugal                                        | 4 – 1 | Spanje            | Estádio Nacional do Jamor, Oeiras Toeschouwers: 68.000 Scheidsrechter: Jim Wiltshire (ENG) |
| 26 januari Vriendschappelijk № 67 «onderlinge duels» 15:00 uur (UTC) | Antonio Araújo 15', 32' José Travassos 60', 88' |       | 1' Rafael Iriondo | Estádio Nacional do Jamor, Oeiras Toeschouwers: 68.000 Scheidsrechter: Jim Wiltshire (ENG) |

|                                                                   |                                    |       |                      |                                                                                |
| 2 maart Vriendschappelijk № 68 «onderlinge duels» 15:30 uur (UTC) | Ierland                            | 3 – 2 | Spanje               | Dalymount Park, Dublin Toeschouwers: 42.012 Scheidsrechter: Jack Barrick (ENG) |
| 2 maart Vriendschappelijk № 68 «onderlinge duels» 15:30 uur (UTC) | Davy Walsh 16', 79' Paddy Coad 23' |       | 25', 59' Telmo Zarra | Dalymount Park, Dublin Toeschouwers: 42.012 Scheidsrechter: Jack Barrick (ENG) |

### 1948
|                                                                      |                                               |       |          |                                                                                 |
| 21 maart Vriendschappelijk № 69 «onderlinge duels» 17:00 uur (UTC+1) | Spanje                                        | 2 – 0 | Portugal | Estadio Chamartín, Madrid Toeschouwers: 80.000 Scheidsrechter: Bill Evans (ENG) |
| 21 maart Vriendschappelijk № 69 «onderlinge duels» 17:00 uur (UTC+1) | César Rodríguez 32' Agustín Gaínza 48' (pen.) |       |          | Estadio Chamartín, Madrid Toeschouwers: 80.000 Scheidsrechter: Bill Evans (ENG) |

|                                                                    |                         |       |                   |                                                                                       |
| 30 mei Vriendschappelijk № 70 «onderlinge duels» 17:30 uur (UTC+1) | Spanje                  | 2 – 1 | Ierland           | Estadio de Montjuic, Barcelona Toeschouwers: 70.000 Scheidsrechter: Victor Sdez (FRA) |
| 30 mei Vriendschappelijk № 70 «onderlinge duels» 17:30 uur (UTC+1) | Silvestre Igoa 35', 72' |       | 24' Tommy Moroney | Estadio de Montjuic, Barcelona Toeschouwers: 70.000 Scheidsrechter: Victor Sdez (FRA) |

|                                                                     |                                                                 |       |                                   |                                                                         |
| 20 juni Vriendschappelijk № 71 «onderlinge duels» 15:00 uur (UTC+1) | Zwitserland                                                     | 3 – 3 | Spanje                            | Hardturm, Zürich Toeschouwers: 22.000 Scheidsrechter: Victor Sdez (FRA) |
| 20 juni Vriendschappelijk № 71 «onderlinge duels» 15:00 uur (UTC+1) | Curta 17' (e.d.) Hans-Peter Friedländer 60' Charles Antenen 71' |       | 7' Pahiño 10', 67' Silvestre Igoa | Hardturm, Zürich Toeschouwers: 22.000 Scheidsrechter: Victor Sdez (FRA) |

### 1949
|                                                                       |                   |       |                   |                                                                                            |
| 2 januari Vriendschappelijk № 72 «onderlinge duels» 15:30 uur (UTC+1) | Spanje            | 1 – 1 | België            | Estadio de Montjuic, Barcelona Toeschouwers: 62.000 Scheidsrechter: Generoso Dattilo (ITA) |
| 2 januari Vriendschappelijk № 72 «onderlinge duels» 15:30 uur (UTC+1) | Alfonso Silva 28' |       | 61' Henri Coppens | Estadio de Montjuic, Barcelona Toeschouwers: 62.000 Scheidsrechter: Generoso Dattilo (ITA) |

|                                                                    |                       |       |                 |                                                                                                |
| 20 maart Vriendschappelijk № 73 «onderlinge duels» 16:00 uur (UTC) | Portugal              | 1 – 1 | Spanje          | Estádio Nacional do Jamor, Oeiras Toeschouwers: 54.000 Scheidsrechter: Charles Delasalle (FRA) |
| 20 maart Vriendschappelijk № 73 «onderlinge duels» 16:00 uur (UTC) | Fernando Peyroteo 57' |       | 47' Telmo Zarra | Estádio Nacional do Jamor, Oeiras Toeschouwers: 54.000 Scheidsrechter: Charles Delasalle (FRA) |

|                                                                      |                           |       |                                                              |                                                                                   |
| 27 maart Vriendschappelijk № 74 «onderlinge duels» 16:30 uur (UTC+1) | Spanje                    | 1 – 3 | Italië                                                       | Estadio Chamartín, Madrid Toeschouwers: 80.000 Scheidsrechter: William Ling (ENG) |
| 27 maart Vriendschappelijk № 74 «onderlinge duels» 16:30 uur (UTC+1) | Agustín Gaínza 34' (pen.) |       | 9' Benito Lorenzi 48' Riccardo Carapellese 50' Amedeo Amadei | Estadio Chamartín, Madrid Toeschouwers: 80.000 Scheidsrechter: William Ling (ENG) |

|                                                                     |                |       |                                                    |                                                                                |
| 12 juni Vriendschappelijk № 73 «onderlinge duels» 15:30 uur (UTC+1) | Ierland        | 1 – 4 | Spanje                                             | Dalymount Park, Dublin Toeschouwers: 30.171 Scheidsrechter: Arthur Ellis (ENG) |
| 12 juni Vriendschappelijk № 73 «onderlinge duels» 15:30 uur (UTC+1) | Con Martin 14' |       | 29', 34' Telmo Zarra 32' Basora 85' Silvestre Igoa | Dalymount Park, Dublin Toeschouwers: 30.171 Scheidsrechter: Arthur Ellis (ENG) |

|                                                                     |                         |       |                                             | |
| 19 juni Vriendschappelijk № 76 «onderlinge duels» 15:00 uur (UTC+1) | Frankrijk               | 1 – 5 | Spanje                                      | Stade olympique Yves-du-Manoir, Colombes Toeschouwers: 52.217 Scheidsrechter: Giacomo Bertolio (ITA) |
| 19 juni Vriendschappelijk № 76 «onderlinge duels» 15:00 uur (UTC+1) | Jean Baratte 64' (pen.) |       | 15', 20', 26' Basora 65', 84' (pen.) Gaínza | Stade olympique Yves-du-Manoir, Colombes Toeschouwers: 52.217 Scheidsrechter: Giacomo Bertolio (ITA) |

Albanië · België · Bulgarije · Denemarken · Duitsland · Engeland · Estland · Finland · Frankrijk · Griekenland · Hongarije · Ierland · IJsland · Israël · Italië · Joegoslavië · Kroatië · Letland · Litouwen · Luxemburg · Nederland · Noord-Ierland · Noorwegen · Oostenrijk · Polen · Portugal · Roemenië · Schotland · Slowakije · Spanje · Tsjecho-Slowakije · Turkije · Wales · Zweden · Zwitserland
RFEF · A-internationals · Selecties · Bondscoaches · Spaans vrouwenelftal · Olympisch elftal · Spanje U21 · Spanje U20 · Spanje U19 · Spanje U18 · Spanje U17 · Spanje U16 · Vrouwen U17
1920 – 1929 ·
1930 – 1939 ·
1940 – 1949 ·
1950 – 1959 ·
1960 – 1969 ·
1970 – 1979 ·
1980 – 1989 ·
1990 – 1999 ·
2000 – 2009 ·
2010 – 2019 ·
2020 − 2029
EK's: 1964 · 
1980 · 
1984 · 
1988 · 
1996 · 
2000 · 
2004 · 
2008 · 
2012 · 
2016 · 
2020 · 
2024
WK's: 1934 · 
1950 · 
1962 · 
1966 · 
1978 · 
1982 · 
1986 · 
1990 · 
1994 · 
1998 · 
2002 · 
2006 · 
2010 · 
2014 · 
2018 · 
2022
OS: 1920 ·
1924 · 
1928 · 
1968 · 
1976 · 
1980 · 
1992 · 
1996 · 
2000 · 
2012 ·
2020
1920 · 
1921 · 
1922 · 
1923 · 
1924 · 
1925 · 
1926 · 
1927 · 
1928 · 
1929 · 
1930 · 
1931 · 
1932 · 
1933 · 
1934 · 
1935 · 
1936 · 
1937 · 1939 · 1940 · 
1941 · 
1942 · 
1943 · 1944 · 
1945 · 
1946 · 
1947 · 
1948 · 
1949 · 
1950 · 
1952 · 
1952 · 
1953 · 
1954 · 
1955 · 
1956 · 
1957 · 
1958 · 
1959 · 
1960 · 
1961 · 
1962 · 
1963 · 
1964 · 
1965 · 
1966 · 
1967 · 
1968 · 
1969 · 
1970 · 
1971 · 
1972 · 
1973 · 
1974 · 
1975 · 
1976 · 
1977 · 
1978 · 
1979 · 
1980 · 
1981 · 
1982 · 
1983 · 
1984 · 
1985 · 
1986 · 
1987 · 
1988 · 
1989 · 
1990 · 
1991 · 
1992 · 
1993 · 
1994 · 
1995 · 
1996 · 
1997 · 
1998 · 
1999 · 
2000 · 
2001 · 
2002 · 
2003 · 
2004 · 
2005 · 
2006 · 
2007 · 
2008 · 
2009 · 
2010 · 
2011 · 
2012 · 
2013 ·
2014 ·
2015 ·
2016 ·
2017 ·
2018 ·
2019 ·
2020 ·
2021 ·
2022
Albanië ·
Algerije ·
Andorra ·
Argentinië ·
Armenië ·
Australië ·
Azerbeidzjan ·
België ·
Bolivia ·
Bosnië en Herzegovina ·
Brazilië ·
Bulgarije ·
Canada ·
Chili ·
China ·
Colombia ·
Costa Rica ·
Cyprus ·
DDR ·
Denemarken ·
Duitsland ·
Ecuador ·
Egypte ·
El Salvador ·
Engeland ·
Estland ·
Equatoriaal-Guinea · 
Faeröer ·
Finland ·
Frankrijk ·
GOS ·
Georgië ·
Griekenland ·
Haïti ·
Honduras ·
Hongarije ·
Ierland ·
IJsland ·
Irak ·
Iran ·
Israël ·
Italië ·
Ivoorkust ·
Japan ·
Joegoslavië ·
Jordanië ·
Kosovo ·
Kroatië ·
Letland ·
Liechtenstein ·
Litouwen ·
Luxemburg ·
Malta ·
Marokko ·
Mexico ·
Nederland ·
Nieuw-Zeeland ·
Nigeria ·
Noord-Ierland ·
Noord-Macedonië ·
Noorwegen ·
Oekraïne ·
Oostenrijk ·
Panama ·
Paraguay ·
Peru ·
Polen ·
Portugal ·
Puerto Rico ·
Roemenië ·
Rusland ·
San Marino ·
Saoedi-Arabië ·
Schotland ·
Servië ·
Servië en Montenegro ·
Slovenië ·
Slowakije ·
Sovjet-Unie ·
Tahiti ·
Tsjechië ·
Tsjecho-Slowakije ·
Tunesië ·
Turkije ·
Uruguay ·
Venezuela ·
Verenigde Staten ·
Wales ·
Wit-Rusland ·
Zuid-Afrika ·
Zuid-Korea ·
Zweden ·
Zwitserland
Australië (2014) ·
Brazilië (2013) ·
Chili (2010) ·
Chili (2014) ·
Costa Rica (2022) ·
Duitsland (2008) ·
Duitsland (2022) ·
Engeland (1982) ·
Engeland (2024) ·
Frankrijk (1984) ·
Frankrijk (2006) ·
Frankrijk (2012) ·
Frankrijk (2021) ·
Griekenland (2008) ·
Honduras (2010) ·
Ierland (2012) ·
Iran (2018) ·
Italië (2008) ·
Italië (2012, 1) ·
Italië (2012, 2) ·
Italië (2016) ·
Italië (2021) ·
Japan (2022) ·
Kroatië (2012) ·
Kroatië (2021) ·
Marokko (2018) ·
Marokko (2022) ·
Nederland (2010) ·
Nederland (2014) ·
Oekraïne (2006) ·
Paraguay (2002) ·
Polen (2021) ·
Portugal (2012) ·
Portugal (2018) ·
Rusland (2008, 1) ·
Rusland (2008, 2) ·
Rusland (2018) ·
Saoedi-Arabië (2006) ·
Slovenië (2002) ·
Slowakije (2021) ·
Sovjet-Unie (1964) ·
Tsjechië (2016) ·
Tunesië (2006) ·
Turkije (2016) ·
West-Duitsland (1982) ·
Zuid-Afrika (2002) ·
Zweden (2008) ·
Zweden (2021) ·
Zwitserland (2010) ·
Zwitserland (2021)